# Електрогідравлічна дробарка

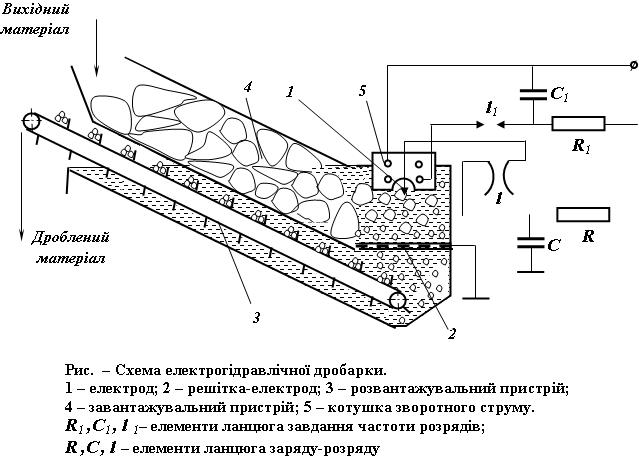

Електрогідравлічна дробарка — спеціальна дробарка Л. О. Юткіна для дроблення і подрібнення гірських порід і штучних матеріалів принцип дії якої ґрунтується на електрогідравлічному ефекті.

## Теоретичні основи
При електричному розряді в рідині виділяють три стадії: стрімерну, яскравого спалаху і дугового розряду.
Стрімерна стадія триває від моменту подачі напруги на електроди і до завершення пробою проміжку. На цієї стадії має місто ріст декількох стрімерів на шляху найменшого опору між електродами. Закінчується ця стадія коли один з стрімерів досягне протилежного електрода або зустрічного стрімера. Тривалість стрімерної стадії складає декілька мікросекунд.
З закінченням стрімерної стадії опір робочого проміжку різко падає і відбувається виділення більшої частини енергії, накопиченій в конденсаторі. Щільність струму в каналі розряду на 3 — 4 порядки вище, чим в період стрімерної стадії, і досягає сотень кілоампер. Канал розряду сильно світиться і тому ця стадія отримала назву яскравого спалаху. Збільшення каналу розряду приводе до зниження щільності струму в ньому.
При значних міцностях джерела енергії розряд з стадії яскравого спалаху переходе у дуговий, при якому струм підтримується за рахунок термоемісії катода. Значні міцності, які виділяються в каналі розряду приводять до нагріву речовини до десятків тисяч градусів, її випару і іонізації.
Руйнування при високовольтному розряді рідини здійснюється за рахунок надвисоких гідравлічних ударних хвиль, явища кавітації, ультразвукового випромінювання, резонансних явищ.
При пробої робочого проміжку, тобто на стадії яскравого спалаху, при розширенні каналу розряду створюється ударна хвиля, яка поширюється у вигляді зони стиску з крутим переднім фронтом, з тиском в зоні стиску в декілька ГПа. Швидкість поширення ударної хвилі перевищує швидкість поширення звукових хвиль.
Зі зменшенням струму в розрядному контурі плазма в каналі охолоне і де іонізується, що при попередньому розширенні зони каналу приводе до створення порожнини пониженого тиску і до декількох циклів поширення-стиску, тобто до кавітаційних явищ.
Для дроблення і подрібнення гірських порід і штучних матеріалів запропоновані Л. А. Юткіним електрогідравлічні дробарки. Особливістю цих дробарок для провідних матеріалів є відсутність контакту одного або обох електродів з матеріалом, що дробиться. При находженні між електродами провідного матеріалу розряд в робочому проміжку не відбувається, тому що він замикається через провідний матеріал. Внаслідок цього провідні матеріали при дробленні в електрогідравлічних дробарках або сильно розбавляють матеріалом-носієм (непровідником), або виключають закорочування робочого проміжку в камері матеріалом (провідником), який дробиться.

## Конструктивні особливості електрогідравлічної дробарки
Особливістю цих дробарок для провідних матеріалів є відсутність контакту одного або обох електродів з матеріалом, що дробиться. При знаходженні між електродами провідного матеріалу розряд в робочому проміжку не відбувається, тому що він замикається через провідний матеріал. Внаслідок цього провідні матеріали при дробленні в електрогідравлічних дробарках або сильно розбавляють матеріалом-носієм (непровідником), або виключають закорочування робочого проміжку в камері матеріалом (провідником), який дробиться. Схема електрогідравлічної дробарки наведена на рис.
Частота включення робочих електродів 1 і 2 дробарки регулюється параметрами спеціальної розрядного ланцюга R1C1 і розрядником l1. При включенні розрядника l1 відбувається пробій повітряного проміжку l, створеного з електродів рогоподібної форми, і робочого проміжку. Струм, що протікає по зворотному провіднику, прокладеному поряд з повітряним проміжком, видуває з нього плазму і перериває тим самим процес розряду.
Підсилення ефекту дроблення досягають за рахунок придання кришці дробарки спеціальної форми і футерування її матеріалом, стійким до дії ударної хвилі, в дробарках з «паралельним» розрядом і встановлення відбивача поряд з електродом в дробарках з «перпендикулярним» розрядом. В дробарках з «перпендикулярним» розрядом другим електродом є решітка з провідним матеріалом.
Широке застосування електрогідравлічного ефекту для дроблення гірських порід утруднюється високими втратами електроенергії, малим терміном служби електрообладнання і підвищеною небезпекою при використання високої напруги.